# Kent Westberry
Kent Westberry (* 23. Mai 1939 in Miami, Florida) ist ein US-amerikanischer Country- und Rockabilly-Musiker sowie Songschreiber. Westberry begann seine Karriere Mitte der 1950er-Jahre als Rockabilly-Musiker in Miami und wurde später ein erfolgreicher Komponist. Seine Songs wurden von Stars wie Mel Tillis, Jerry Reed, Ernest Tubb, Bob Wills und vielen mehr  aufgenommen.

## Leben

### Anfänge als Rockabilly
Kent Westberry wurde in Miami geboren und wuchs dort auch auf. Während seiner High-School-Zeit gründete Westberry 1958 die Chaperones, die neben ihm (Gesang/Gitarre) aus dem 14 Jahre alten Wayne Grey (E-Gitarre), Snuffy Smith (Bass) und Lewie Stewart (Schlagzeug) bestand. Zusammen spielten sie in der Umgebung von Miami; ihr Repertoire war von Rockabilly-Songs geprägt. Schnell konnte die Gruppe sich eine Basis in der Region aufbauen und trat bei dem lokalen TV-Sender Channel 17 auf, wurde von dem Country-Musiker Buck Trail für einige Auftritte in Florida gebucht und waren im Old South Jamboree auf WMIL zu hören.
Noch im selben Jahr erhielten Westberry und die Chaperones die Gelegenheit, für Trails Label Trail Records ihre erste Single My Baby Don’t Rock Me/No Place to Park aufzunehmen, jedoch wurden die Master-Aufnahmen kurz danach von Art Records übernommen, da Trail schließen musste. Art veröffentlichte die Single erneut und zudem wurde eine weitere Platte eingespielt, deren Songs diesmal nicht von Westberry stammten, sondern von der Ehefrau eines lokalen Arztes geschrieben wurden. Beide Singles schafften es nicht über regionale Erfolge hinaus, da Art ein relativ kleines Label war.
1960 zogen Westberry und sein Bassist Snuffy Smith nach Nashville, wo sie für MGM Records eine gemeinsame Single einspielten und Westberrys ehemaligem Gitarristen Wayne Grey auf dessen Single Spaceman’s Guitar für Gold Circle Records begleiteten.

### Erfolge

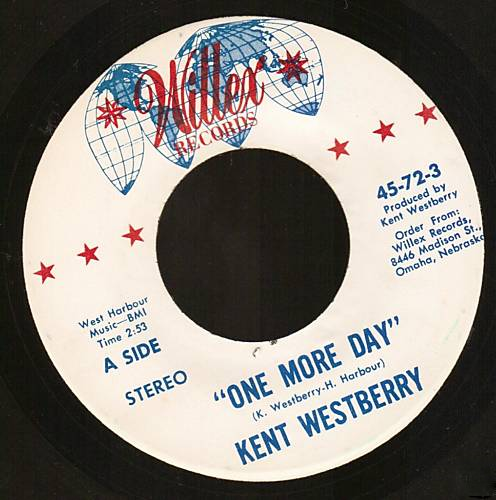
One More Day

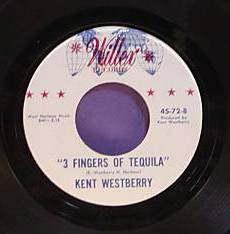
3 Fingers of Tequila

Nach 1960 arbeitete Westberry für Carl Perkins als Bassist und begann, als Songschreiber zu arbeiten. Seinen Freund Charlie McCoy, ebenfalls Musiker aus Miami, überzeugte er, auch sein Glück in Nashville zu versuchen. Als McCoy einen Vertrag bei Cadence Records unterschrieb, komponierte Westberry ein Instrumental, das McCoys erste Single werden sollte. Unterdessen hatte Songschreiber Marijohn Wilkin bereits einen Text dazu geschrieben und in der Folge nahm Ann-Margret den Song I Just Don´t Understand für RCA Victor auf und kam damit in die Top-20 der Charts. Bei dieser Aufnahme spielte Charlie McCoy Mundharmonika.
Zwischen 1961 und 1963 leistete Westberry seinen Militärdienst in der US Army und schloss sich danach Tex Ritters Begleitband bis 1968 an. In den 1970er-Jahren konnte er mit Songs wie Easy Lady, She Gets to Me und Cherry Berry Wine selbst in die Charts gelangen und hatte einige Gastauftritte in der Grand Ole Opry. Sein eigentlicher Erfolg kam aber als Songschreiber. Über 480 seiner Titel wurden im Laufe der Jahre von Country- und Pop-Stars wie Bob Wills, Ernest Tubb, Sammy Davis, Jr., Jerry Reed, Eddy Arnold, Hank Williams, Jr., Carl Perkins, Buck Owens, Charley Pride, Mel Tillis, Gene Watson, Waylon Jennings, Dolly Parton den Beatles und vielen weiteren aufgenommen und in die Charts gebracht.
Kent Westberry ist in der Gegenwart immer noch als Musiker aktiv und gibt Konzerte, auf denen er klassische Country-Musik sowie seinen 1950er-Jahre Rockabilly spielt. Er lebt heute in Lakeland, Florida.

## Diskographie
Diskographie ist nicht vollständig.
| 1958                    | My Baby Don’t Rock Me / No Place to Park                               | Trail A-103        |
| 1958                    | My Baby Don’t Rock Me / No Place to Park                               | Art 172            |
| 1959                    | Popcorn and Candy Bars / Turkish Doghouse Rock                         | Art 174            |
| 1960                    | Bye Bye Buddy / Billy Blue Eyes (mit Snuffy Smith als „Kent & Snuffy“) | MGM K12883         |
|                         | I Sent You Me / Married to the Juke Box                                | Jed 10014          |
|                         | One More Day / Mary Goes Round                                         | Willex 45-72-3     |
|                         | Even Roses Have Thorns / Three Fingers of Tequila                      | Willex 45-72-8     |
|                         | Love in the Hot Afternoon / Memory Maker                               | Crackerbox 6743    |
| Unveröffentlichte Titel |                                                                        |                    |
| 1959                    | - My Bimini Baby                                                       | Art                |
|                         | - I’ve Been Under the Weather                                          | [Status unbekannt] |